# 文庙戟门
文庙戟门位于中国山西省长治市沁县城区，已列为长治市文物保护单位。

## 建筑
沁县文庙现已不存，仅存戟门，是一座明代木结构建筑。

## 保护
1986年7月，文庙戟门公布为第一批沁县文物保护单位。
2007年，文庙戟门升格为第四批长治市文物保护单位。